# Рытов, Владимир Ильич
Владимир Ильич Рытов (29 октября 1929, Дмитриевск-Сталинск, Сталинская область, УССР, СССР — март 1982, Москва, РСФСР, СССР) — заместитель Министра рыбного хозяйства СССР, фигурант «рыбного дела». Наиболее высокопоставленный чиновник, казненный в брежневскую эпоху за преступления экономического и коррупционного характера.

## Биография
После окончания средней школы поступил в Таганрогское мореходное училище, юнга. После окончания перевёлся с рыболовецкого флота Азовского моря на таковой в Охотском море, проживал на Сахалине. Становится капитаном рыболовецкого судна, в 1955 году участник совещания актива работников рыбной промышленности с участием П. Ф. Чеплакова. После чего направляется в годичную школу усовершенствования плавсостава во Владивостоке. В 1957 году приказом «Главсахалинрыбпрома» (Главного управления рыбной промышленности Сахалина) назначается флагманским капитаном. В феврале 1959 года назначен на должность заместителя начальника управления сейнерного флота. В мае 1965 года назначен начальником управления морского рыболовного и зверобойного флота, а ещё через полтора года — начальником управления океанического рыболовства. Проживал в Корсакове, заканчивал Дальневосточный государственный институт рыбной промышленности и хозяйства. 14 июня 1967 года назначен на должность начальника «Сахалинрыбпрома». В феврале 1971 года становится заместителем министра рыбного хозяйства СССР А. А. Ишкова.

### Уголовное дело
10 октября 1978 года вызван в Генеральную прокуратуру, откуда домой уже не вернулся. 
Следствием было установлено, что он вошел в преступную связь с рядом подчиненных ему руководящих работников подведомственных организаций и, используя свое ответственное должностное положение, в период 1972 – 1978 гг. неоднократно получал от них взятки за свое содействие в отпуске сверхплановой рыбной продукции, в том числе деликатесной и пользующейся повышенным спросом, в ускорении поставок разной рыбы, выделении транспорта, технического оборудования, строительных материалов, покровительстве по службе, назначении или перемещении по должности, а также в благоприятном решении некоторых финансово-хозяйственных вопросов и оказании иных услуг. 
В разное время Рытов получил в качестве взяток 123 тысячи 800 рублей, а также разных ценностей, промышленных и продовольственных товаров на сумму свыше 37 тысяч 900 рублей.
18 августа 1981 года судебной коллегией Верховного суда СССР приговорён к смертной казни с конфискацией имущества. Прошение о помиловании, направленное в президиум Верховного Совета СССР, было отклонено.

## В культуре
- По мотивам коррупционного дела была выпущена серия в телесериале «Казнокрады» (2011), в роли В. И. Рытова снялся Г. В. Храпунков.
- Телевизионный сериал «Икра» (Россия, 2018 год)